# Piet Schrijvers
Pieter Schrijvers (Jutphaas, 1946. december 15. – 2022. szeptember 7.) holland válogatott labdarúgókapus.
1971 és 1984 között 46 alkalommal szerepelt a holland válogatottban. Részt vett az 1974-es és az 1978-as világbajnokságon illetve az 1976-os és az 1980-as Európa-bajnokságon.

## Sikerei, díjai
Ajax
- Holland bajnok (5): 1976-77, 1978-79, 1979-80, 1981-82, 1982-83
- Holland kupagyőztes (2): 1978-79, 1982-83

Hollandia
- Világbajnoki ezüstérmes (2): 1974, 1978
- Európa-bajnoki bronzérmes (1): 1976

## Statisztika

### Mérkőzései a holland válogatottban
| Hollandia | Hollandia            | Hollandia                               | Hollandia     | Hollandia | Hollandia     | Hollandia      | Hollandia | Hollandia |
| #         | Dátum                | Helyszín                                | Hazai         | Eredmény  | Vendég        | Kiírás         | Gólok     | Esemény   |
| --------- | -------------------- | --------------------------------------- | ------------- | --------- | ------------- | -------------- | --------- | --------- |
| 1.        | 1971. december 1.    | Amszterdam, Olimpiai Stadion            | Hollandia     | 2 – 1     | Skócia        | barátságos     | -         |           |
| 2.        | 1973. augusztus 29.  | Deventer, De Adelaarshorst              | Izland        | 1 – 8     | Hollandia     | vb-selejtező   | -         |           |
| 3.        | 1973. október 10.    | Rotterdam, Feijenoord Stadion           | Hollandia     | 1 – 1     | Lengyelország | barátságos     | -         | 46'       |
| 4.        | 1973. november 18.   | Amszterdam, Olimpiai Stadion            | Hollandia     | 0 – 0     | Belgium       | vb-selejtező   | -         |           |
| 5.        | 1974. március 27.    | Rotterdam, Feijenoord Stadion           | Hollandia     | 1 – 1     | Ausztria      | barátságos     | -         |           |
| 6.        | 1975. április 30.    | Antwerpen, Bosuilstadion                | Belgium       | 1 – 0     | Hollandia     | barátságos     | -         |           |
| 7.        | 1975. május 17.      | Frankfurt, Waldstadion                  | NSZK          | 1 – 1     | Hollandia     | barátságos     | -         |           |
| 8.        | 1975. október 15.    | Amszterdam, Olimpiai Stadion            | Hollandia     | 3 – 0     | Lengyelország | Eb-selejtező   | -         |           |
| 9.        | 1975. november 22.   | Róma, Olimpiai Stadion                  | Olaszország   | 1 – 0     | Hollandia     | Eb-selejtező   | -         |           |
| 10.       | 1976. április 25.    | Rotterdam, Feijenoord Stadion           | Hollandia     | 5 – 0     | Belgium       | Eb-negyeddöntő | -         |           |
| 11.       | 1976. május 22.      | Brüsszel, Heysel Stadion                | Belgium       | 1 – 2     | Hollandia     | Eb-negyeddöntő | -         |           |
| 12.       | 1976. június 16.     | Zágráb, Maksimir Stadion (YUG)          | Csehszlovákia | 3 – 1     | Hollandia     | Eb-elődöntő    | -         |           |
| 13.       | 1976. június 19.     | Zágráb, Maksimir Stadion                | Jugoszlávia   | 2 – 3     | Hollandia     | Eb 3. helyért  | -         |           |
| 14.       | 1977. február 9.     | London, Wembley Stadion                 | Anglia        | 0 – 2     | Hollandia     | barátságos     | -         |           |
| 15.       | 1977. március 26.    | Antwerpen, Bosuilstadion                | Belgium       | 0 – 2     | Hollandia     | vb-selejtező   | -         |           |
| 16.       | 1978. február 22.    | Ramat Gan, Nemzeti Stadion              | Izrael        | 1 – 2     | Hollandia     | barátságos     | -         |           |
| 17.       | 1978. június 14.     | Córdoba, Estadio Chateau Carreras (ARG) | Ausztria      | 1 – 5     | Hollandia     | vb-középdöntő  | -         |           |
| 18.       | 1978. június 18.     | Córdoba, Estadio Chateau Carreras (ARG) | NSZK          | 2 – 2     | Hollandia     | vb-középdöntő  | -         |           |
| 19.       | 1978. június 21.     | Buenos Aires, Estadio Monumental (ARG)  | Olaszország   | 1 – 2     | Hollandia     | vb-középdöntő  | -         | 21'       |
| 20.       | 1978. szeptember 20. | Nijmegen, Goffertstadion                | Hollandia     | 3 – 0     | Izland        | Eb-selejtező   | -         |           |
| 21.       | 1978. október 11.    | Bern, Wankdorfstadion                   | Svájc         | 1 – 3     | Hollandia     | Eb-selejtező   | -         |           |
| 22.       | 1978. november 15.   | Rotterdam, Feijenoord Stadion           | Hollandia     | 3 – 0     | NDK           | Eb-selejtező   | -         |           |
| 23.       | 1978. december 20.   | Düsseldorf, Rheinstadion                | NSZK          | 3 – 1     | Hollandia     | barátságos     | -         |           |
| 24.       | 1979. február 24.    | Milánó, Giuseppe Meazza Stadion         | Olaszország   | 3 – 0     | Hollandia     | barátságos     | -         |           |
| 25.       | 1979. március 28.    | Eindhoven, Philips Sportpark            | Hollandia     | 3 – 0     | Svájc         | Eb-selejtező   | -         |           |
| 26.       | 1979. május 2.       | Chorzów, Stadion Śląski                 | Lengyelország | 2 – 0     | Hollandia     | Eb-selejtező   | -         |           |
| 27.       | 1979. szeptember 5.  | Reykjavík, Laugardalsvöllur             | Izland        | 0 – 4     | Hollandia     | Eb-selejtező   | -         |           |
| 28.       | 1979. szeptember 26. | Rotterdam, Feijenoord Stadion           | Hollandia     | 1 – 0     | Belgium       | barátságos     | -         |           |
| 29.       | 1979. október 17.    | Amszterdam, Olimpiai Stadion            | Hollandia     | 1 – 1     | Lengyelország | Eb-selejtező   | -         |           |
| 30.       | 1979. november 21.   | Lipcse, Zentralstadion                  | NDK           | 2 – 3     | Hollandia     | Eb-selejtező   | -         |           |
| 31.       | 1980. január 23.     | Vigo, Estadio de Balaídos               | Spanyolország | 1 – 0     | Hollandia     | barátságos     | -         |           |
| 32.       | 1980. március 26.    | Párizs, Parc des Princes                | Franciaország | 0 – 0     | Hollandia     | barátságos     | -         |           |
| 33.       | 1980. június 11.     | Nápoly, Stadio San Paolo (ITA)          | Görögország   | 0 – 1     | Hollandia     | Eb-csoportkör  | -         | 18'       |
| 34.       | 1980. június 14.     | Nápoly, Stadio San Paolo (ITA)          | NSZK          | 3 – 2     | Hollandia     | Eb-csoportkör  | -         |           |
| 35.       | 1980. június 17.     | Milánó, Giuseppe Meazza Stadion (ITA)   | Csehszlovákia | 1 – 1     | Hollandia     | Eb-csoportkör  | -         |           |
| 36.       | 1981. március 25.    | Rotterdam, Feijenoord Stadion           | Hollandia     | 1 – 0     | Franciaország | vb-selejtező   | -         |           |
| 37.       | 1981. április 29.    | Nicosia, Makário Stadion                | Ciprus        | 0 – 1     | Hollandia     | vb-selejtező   | -         |           |
| 38.       | 1981. szeptember 9.  | Rotterdam, Feijenoord Stadion           | Hollandia     | 2 – 2     | Írország      | vb-selejtező   | -         |           |
| 39.       | 1982. december 19.   | Aachen, Tivoli Stadion (FRG)            | Málta         | 0 – 6     | Hollandia     | Eb-selejtező   | -         |           |
| 40.       | 1983. február 16.    | Sevilla, Ramón Sánchez Pizjuan Stadion  | Spanyolország | 1 – 0     | Hollandia     | Eb-selejtező   | -         |           |
| 41.       | 1983. szeptember 7.  | Groningen, Stadion Oosterpark           | Hollandia     | 3 – 0     | Izland        | Eb-selejtező   | -         |           |
| 42.       | 1983. szeptember 21. | Brüsszel, Heysel Stadion                | Belgium       | 1 – 1     | Hollandia     | barátságos     | -         | 46'       |
| 43.       | 1983. október 12.    | Dublin, Dalymount Park                  | Írország      | 2 – 3     | Hollandia     | Eb-selejtező   | -         |           |
| 44.       | 1983. november 16.   | Rotterdam, Feijenoord Stadion           | Hollandia     | 2 – 1     | Spanyolország | Eb-selejtező   | -         |           |
| 45.       | 1983. december 17.   | Rotterdam, Feijenoord Stadion           | Hollandia     | 5 – 0     | Málta         | Eb-selejtező   | -         |           |
| 46.       | 1984. március 14.    | Amszterdam, Stadion De Meer             | Hollandia     | 6 – 0     | Dánia         | barátságos     | -         |           |
|           | Összesen             |                                         |               | 46        | mérkőzés      |                | 0         | gól       |